# 龍飛埼灯台
龍飛埼灯台（たっぴさきとうだい）は、青森県津軽半島の竜飛崎の突端に立つ白亜円形の大型灯台。周辺は津軽国定公園に指定され、津軽海峡から北海道も望める風光明媚の地。また日本の灯台50選にも選ばれている。

## 歴史
- 1932年（昭和7年）7月1日：初点灯、霧信号業務開始[1]
- 1933年（昭和8年）9月15日：無線方位信号所業務開始（無線標識）[2]
- 1934年（昭和9年）10月1日：無線方位信号所において無線羅針局業務開始[3]
- 1949年（昭和24年）6月15日：船舶気象通報放送開始、偶数時の27分から29分まで[4]。
- 1965年（昭和40年）4月：青森海上保安部に集約統合される。
- 1989年（平成元年）12月：総合運用舎が完成
- 1991年（平成3年）4月：船舶気象通報業務を集中化
- 1998年（平成10年）2月：灯質が変更（毎28秒から毎20秒へ）され、メタルハライドランプ化する。
- 2005年（平成17年）10月31日：一般公開終了
- 2006年（平成18年）4月1日：無人化
- 2016年（平成28年）9月30日：船舶気象通報業務を廃止[5]

## 交通
- JR三厩駅から外ヶ浜町循環バスで約40分、龍飛崎灯台下車後すぐ

## ギャラリー

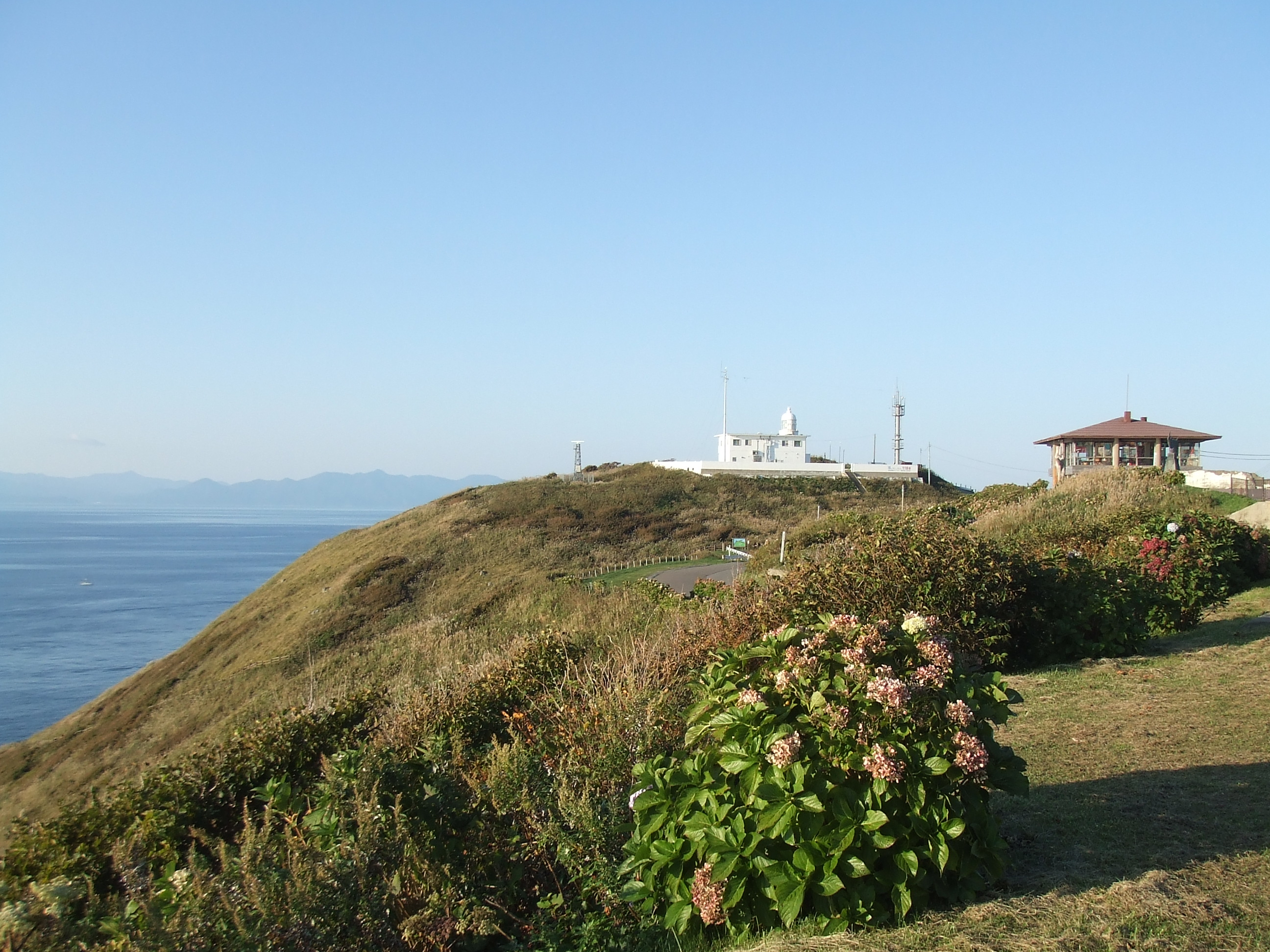
龍飛埼灯台全景 岬の先端にあることがよく分る（2007年10月）
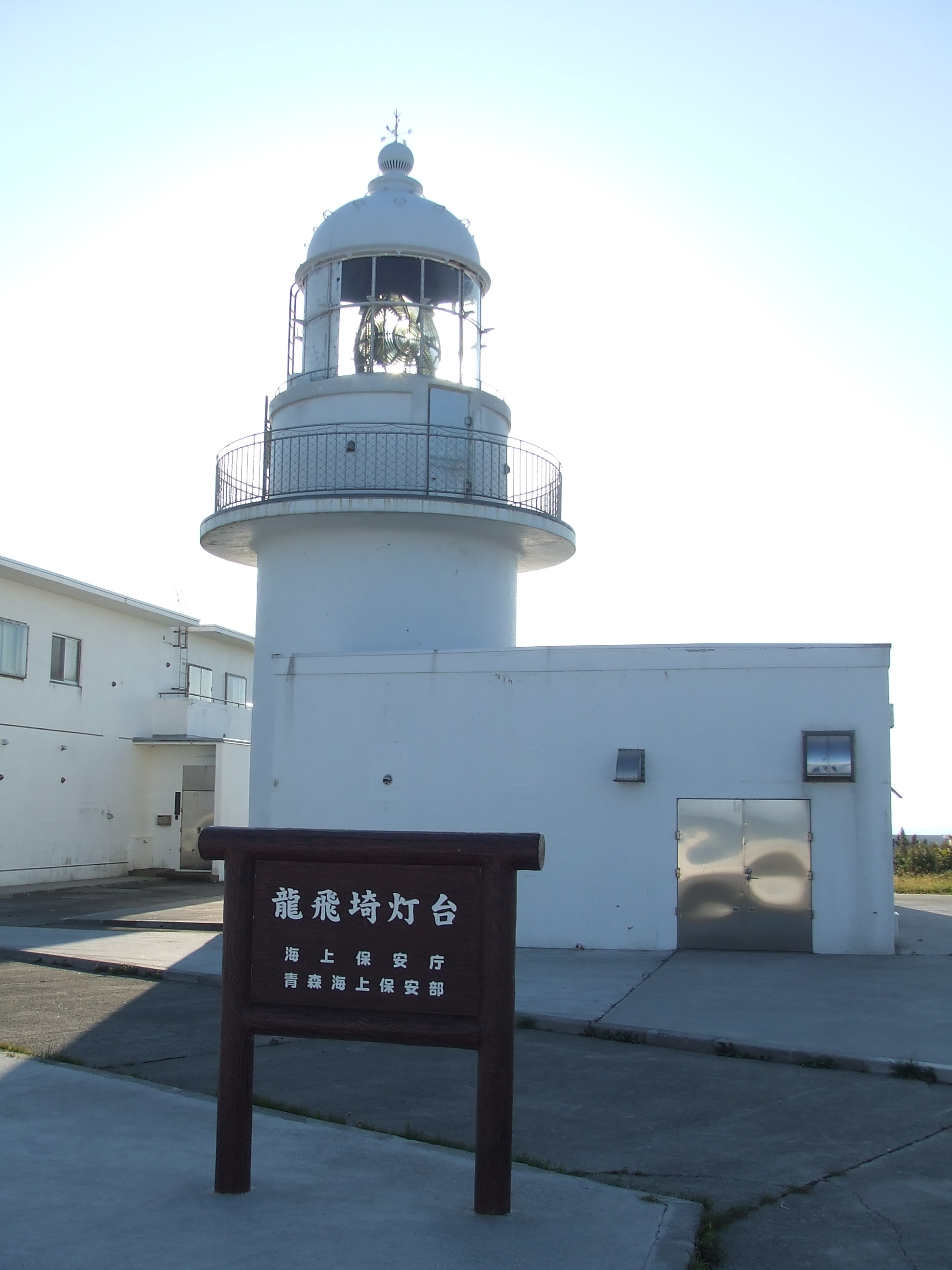
灯台と看板（2007年10月）
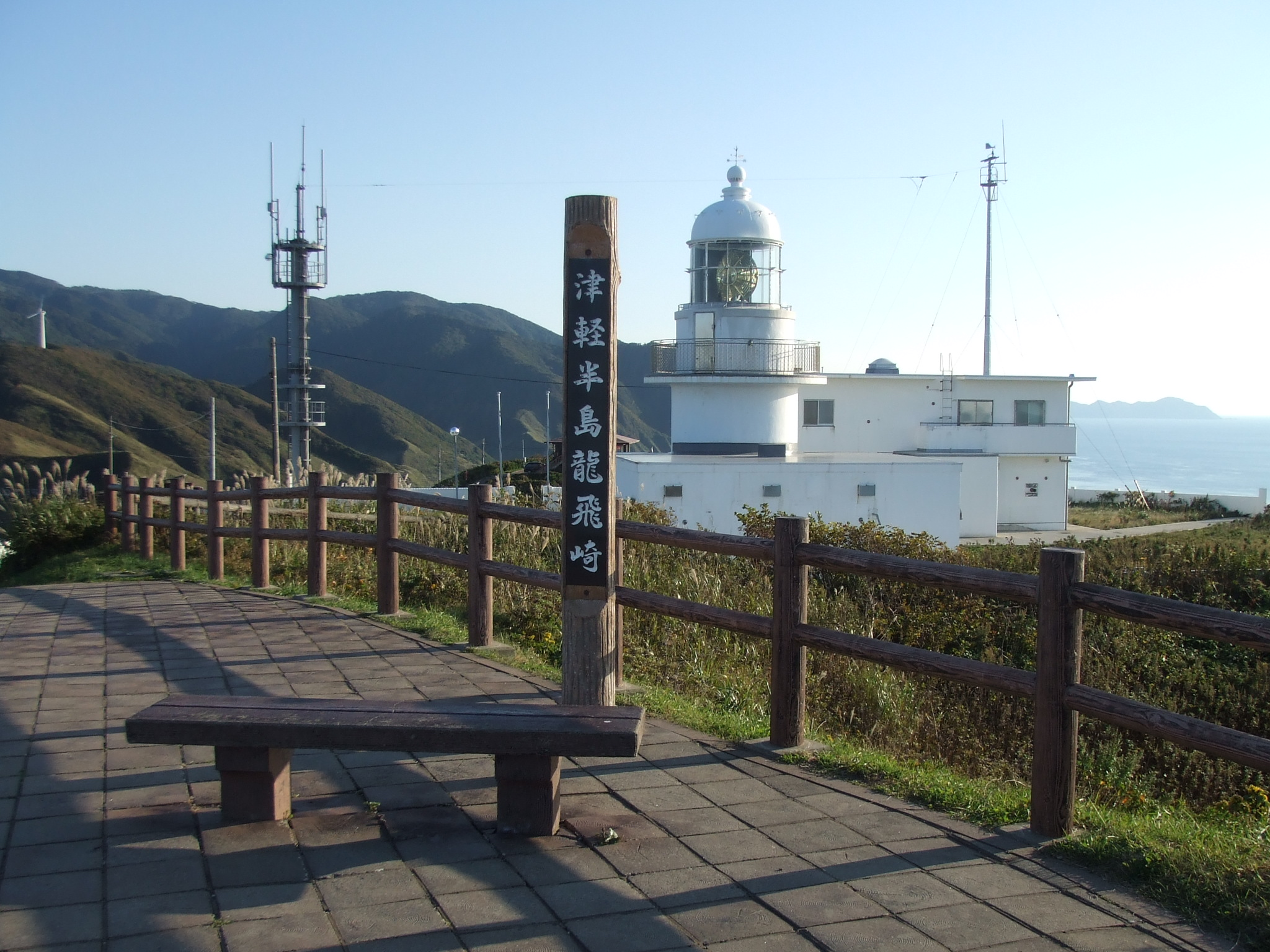
展望台より望む灯台（2007年10月）
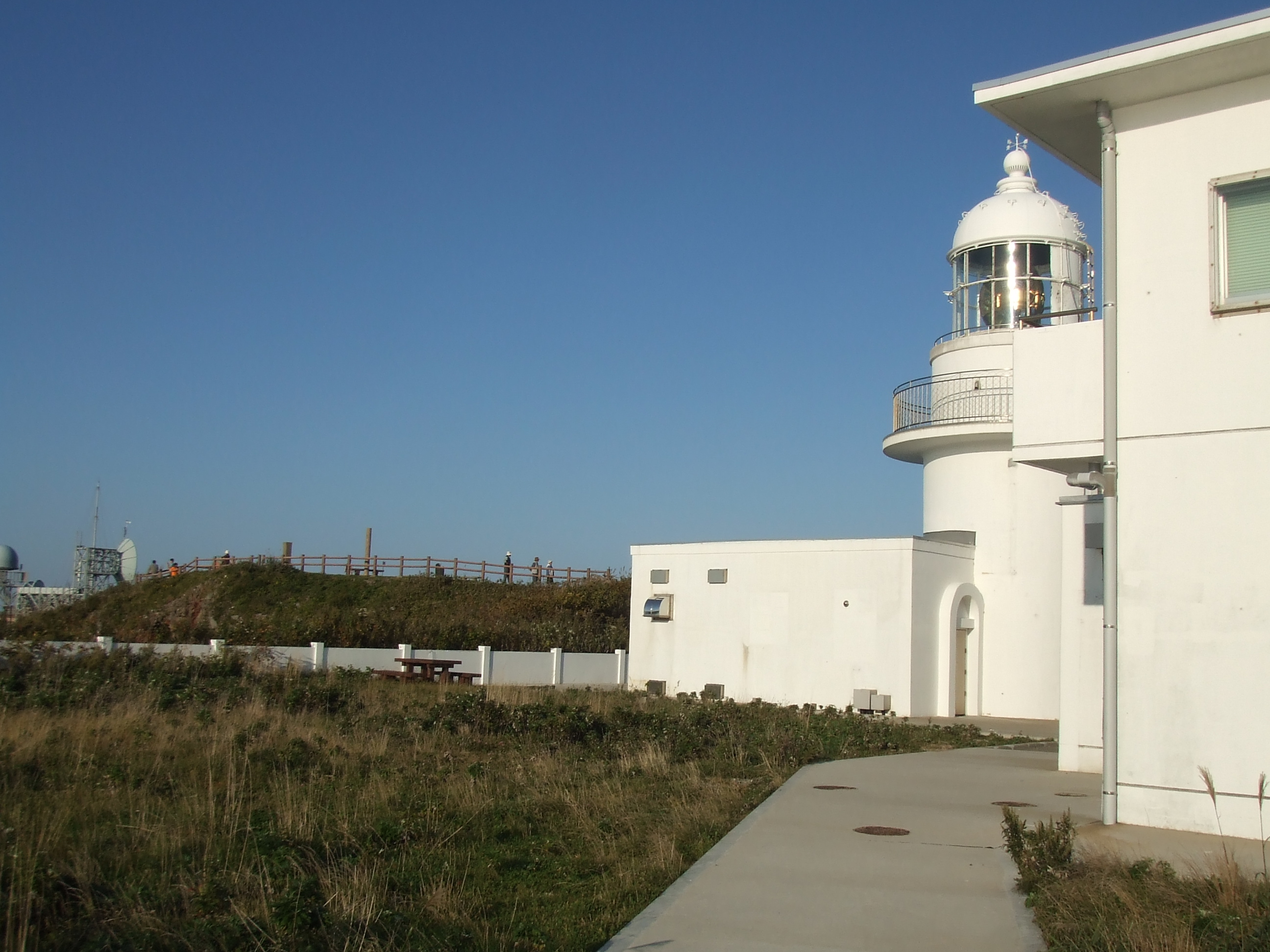
灯台の設備（2007年10月）

## 周辺情報
- 竜飛崎
- 海上自衛隊竜飛警備所レーダー監視施設
- 竜飛崎シーサイドパーク
- 青函トンネル
- 竜飛ウィンドパーク
- 竜飛崎温泉
- 竜飛海底駅
- 道の駅みんまや